# PlayStation All-Stars Battle Royale
PlayStation All-Stars Battle Royale è un videogioco crossover picchiaduro a incontri sviluppato da SuperBot Entertainment con la collaborazione di SCE Santa Monica Studio e pubblicato da Sony Computer Entertainment esclusivamente per PlayStation 3 e PlayStation Vita, svelato il 26 aprile 2012 durante uno show della televisione GTTV.. È stato pubblicato il 20 novembre 2012 negli Stati Uniti e Canada, il 21 novembre dello stesso anno in Europa (23 novembre nel Regno Unito), 22 dello stesso mese e anno in Australia e il 31 gennaio 2013 in Giappone.

## Trama
Un'entità sconosciuta in cerca dei guerrieri più forti del mondo attira i personaggi più famosi del mondo PlayStation. Il personaggio scelto dal giocatore deve superare gli ibridi di vari mondi, imbattendosi in pericoli ancora più forti e altri personaggi, anch'essi intenti a scoprire questa forza misteriosa. Solo uno potrà raggiungere la misteriosa minaccia che li attende. Sconfiggendo tutti i numerosi personaggi che si imbatteranno sulla strada del giocatore e superando ogni mondo, si scoprirà che il misterioso essere è Polygon Man (mascotte della PlayStation nel 1996), che ha attirato i nostri eroi fino a lui e trasformato in suoi schiavi gli sconfitti. Trionfando nello scontro con Polygon Man e i suoi schiavi, il personaggio tornerà al suo mondo e riceverà tutto il potere di Polygon Man, diventando il vero essere supremo (buono o cattivo).

## Modalità di gioco
Il gameplay è concettualmente simile a quello della serie Super Smash Bros., ovvero possono scontrarsi fino a quattro giocatori contemporaneamente usando i personaggi più famosi di varie serie PlayStation come ad esempio Heihachi Mishima, Kratos, PaRappa the Rapper, Sly Cooper, Ratchet & Clank e Jak and Daxter.
Ci sono tuttavia delle differenze nel modo in cui vengono sconfitti gli avversari. Durante la sfida, i giocatori danneggiano gli avversari per ricevere globi che servono a riempire una barra di potere posta nella parte bassa dello schermo. Guadagnando abbastanza potenza, i giocatori possono utilizzare uno dei tre livelli di super mosse necessarie per sconfiggere i contendenti e ottenere punti. Anche le arene sono ispirate a vari titoli PlayStation, tra cui alcune sono una combinazione di due giochi differenti, ad esempio un'arena di LittleBigPlanet unita con una di Buzz!.

## Personaggi
I personaggi utilizzabili sono 20 di base (compresi personaggi di terze parti) ed i personaggi via DLC (che come i personaggi base hanno una propria storia, rivale e costumi sbloccabili) venduti a 4,99 € cadauno. Tutti i personaggi sono doppiati in Italiano (eccetto Heihachi e Raiden da tradizione, PaRappa per mantenere le canzoni originali e Dante apparentemente per nessun motivo). Complessivamente il gioco si avvale quindi di un roster di 24 personaggi selezionabili.
L'unico personaggio non giocabile è il boss finale Polygon Man, la mascotte della prima PlayStation in Nord America usata solo per alcune pubblicità prima dell'uscita della console, poi scartata perché non soddisfaceva il presidente di Sony Computer Entertainment Ken Kutaragi.
| Personaggio           | Origine              | Ultimo rivale        |
| --------------------- | -------------------- | -------------------- |
| Big Daddy             | BioShock             | Sackboy              |
| Cole MacGrath         | Infamous             | Raiden               |
| Cole MacGrath cattivo | Infamous             | Fat Princess         |
| Dante                 | DmC Devil May Cry    | Nariko               |
| Emmett Graves1        | StarHawk             | Kat                  |
| Fat Princess          | Fat Princess         | Evil Cole MacGrath   |
| Kat1                  | Gravity Rush         | Emmett Graves        |
| Kratos                | God of War           | Sweet Tooth          |
| Heihachi Mishima      | Tekken               | Toro Inoue           |
| Isaac Clarke1         | Dead Space           | Zeus                 |
| Jak and Daxter        | Jak and Daxter       | Ratchet & Clank      |
| Col.Mael Radec        | Killzone             | Sir Daniel Fortesque |
| Nariko                | Heavenly Sword       | Dante                |
| Nathan Drake          | Uncharted            | Sly Cooper           |
| PaRappa               | PaRappa the Rapper   | Spike                |
| Raiden                | Metal Gear           | Cole MacGrath        |
| Ratchet & Clank       | Ratchet & Clank      | Jak and Daxter       |
| Sackboy               | LittleBigPlanet      | Big Daddy            |
| Sir Daniel Fortesque  | MediEvil             | Col.Mael Radec       |
| Sly Cooper            | Sly Cooper           | Nathan Drake         |
| Spike                 | Ape Escape           | PaRappa              |
| Sweet Tooth           | Twisted Metal        | Kratos               |
| Toro Inoue            | Together Everywhere! | Heihachi Mishima     |
| Zeus                  | God of War           | Isaac Clarke         |

Inoltre erano previsti Crash Bandicoot e Spyro ma non sono stati inclusi perché la Super Bot non trovò un accordo con Activision, proprietaria dei diritti delle due icone PlayStation.
Dart da The Legend of Dragoon e Abe da Oddworld erano tra i DLC previsti ma sono stati cancellati.
Solid Snake, Lightning da Final Fantasy, Lara Croft, Ty la tigre della Tasmania, Tombi e Shadow the Hedgehog erano tutti previsti nel gioco ma sono stati cancellati per via di accordi saltati con le altre aziende detentrici dei diritti.
Quando il gioco era conosciuto come Title Fight inoltre dovevano esserci Blasto, Buzz, Dr. Nefarious, Ellen da Folklore, Rau Utu, Chop Chop Master Onion, l'Eucadian Soldier e il Chernovan Soldier da Warhawk, Kulche da LocoRoco, un Chimera da Resistance e Yaripon da Patapon ma sono stati tutti tagliati, nonostante alcuni personaggi siano rimasti nel gioco finale in dei camei.
1. ↑  Personaggio DLC

### Sostenitori
| Personaggio      | Origine                        |
| ---------------- | ------------------------------ |
| Athena           | God of War                     |
| Capitan Qwark    | Ratchet & Clank                |
| Chimera          | Resistance                     |
| Curtis il Panda  | Carnival Island                |
| Dollface         | Twisted Metal                  |
| Dr. Nefarious    | Ratchet & Clank                |
| John Carver      | Dead Space                     |
| Kai              | Heavenly Sword                 |
| Kat              | DmC Devil May Cry              |
| Keira            | Jak and Daxter                 |
| Kiya             | MediEvil 2                     |
| Kuma             | Tekken                         |
| Lavoratore       | Fat Princess                   |
| Murray           | Sly Cooper                     |
| Nix              | Infamous 2                     |
| Pierre           | Together Everywhere!           |
| Pipo             | Ape Escape                     |
| PJ Berri         | PaRappa the Rapper             |
| Poseidone        | God of War                     |
| Raven            | Gravity Rush                   |
| Sackbot          | LittleBigPlanet 2              |
| Sam              | Metal Gear Rising: Revengeance |
| Soldato Helghast | Killzone                       |
| Sorellina        | BioShock                       |
| Sydney Cutter    | Starhawk                       |
| Tag              | ModNation Racers               |
| Victor Sullivan  | Uncharted                      |
| Zeke Dunbar      | Infamous                       |

### Arene
Vi sono oltre 14 arene all'interno del gioco (comprese arene DLC)
| Arena                        | Combinazione                      |
| ---------------------------- | --------------------------------- |
| L'Ade                        | God of War + Patapon              |
| Aereo Clandestino            | Uncharted + BioShock Infinite     |
| Boss Arena                   | PlayStation All-Stars             |
| Black Rock Stadium           | Twisted Metal + Jak and Daxter    |
| Il Cimitero                  | MediEvil + The Unfinished Swan1   |
| Columbia                     | BioShock Infinite + Twisted Metal |
| Il Dojo                      | PaRappa the Rapper + Killzone     |
| Dreamscape                   | LittleBigPlanet + Buzz!           |
| Fearless                     | Heavenly Sword + Wipeout 1        |
| Franzea                      | LocoRoco + Metal Gear Rising      |
| Invasione                    | Killzone + Ape Escape             |
| Metropolis                   | Ratchet & Clank + God of War      |
| Parigi                       | Sly Cooper + LittleBigPlanet      |
| Sandover Village             | Jak and Daxter + Everybody's Golf |
| San Francisco                | Resistance + Ratchet & Clank      |
| Torre di Alden               | Infamous + Sly Cooper             |
| Stage dei Rivali             | PlayStation All-Stars             |
| Timestation                  | Ape Escape + Resistance           |
| 6 diverse aree per allenarsi | PlayStation All-Stars             |

1 - Arena DLC

## Possibile sequel
In un'intervista a Shūhei Yoshida durante l'E3 2013, Shuhei ha detto di avere in mente un possibile sequel del videogioco. Stando alle sue dichiarazioni, l'intenzione è di dare al secondo videogioco molte più connettività rispetto al suo precedente.
Nell'estate 2013 è stata pubblicata inoltre una versione del gioco per iOS dal titolo PlayStation All-Stars Island, come promozione per Coca-Cola Zero. Tuttavia questa versione non contiene scontri tra rivali come il gioco originale, bensì racchiude i personaggi in vari minigiochi platform e d'azione.

## Spegnimento del server
Nel settembre 2018, Sony ha informato i giocatori che i server multiplayer per molti dei loro titoli PlayStation 3, incluso PlayStation All-Stars, sarebbero stati chiusi il mese successivo. Anche le vendite del pass online del gioco sono state interrotte in preparazione a questo cambiamento. L'arresto è stato successivamente posticipato al 31 gennaio 2019, momento in cui tutte le funzionalità online del gioco sono state disabilitate.